# Ghotki
Ghotki est une ville du Pakistan, capitale du district de Ghotki au nord de la province du Sind.
Sa population était de 111 321 habitants en 2017. En 2023, la population de la ville monte à 119 879 habitants.
La ville est essentiellement sindie, puisque plus de 89 % des habitants en parlent la langue, tandis que 7 % parlent ourdou.
Essentiellement musulmane, la ville inclut une large minorité hindoue, comptant plus de 15 000 fidèles, plus de 12 % des habitants de la ville.
Le taux d'alphabétisation de la ville s'élève à 61 % en 2023 (soit la moyenne nationale), dont 73 % pour les hommes et 48 % pour les femmes.

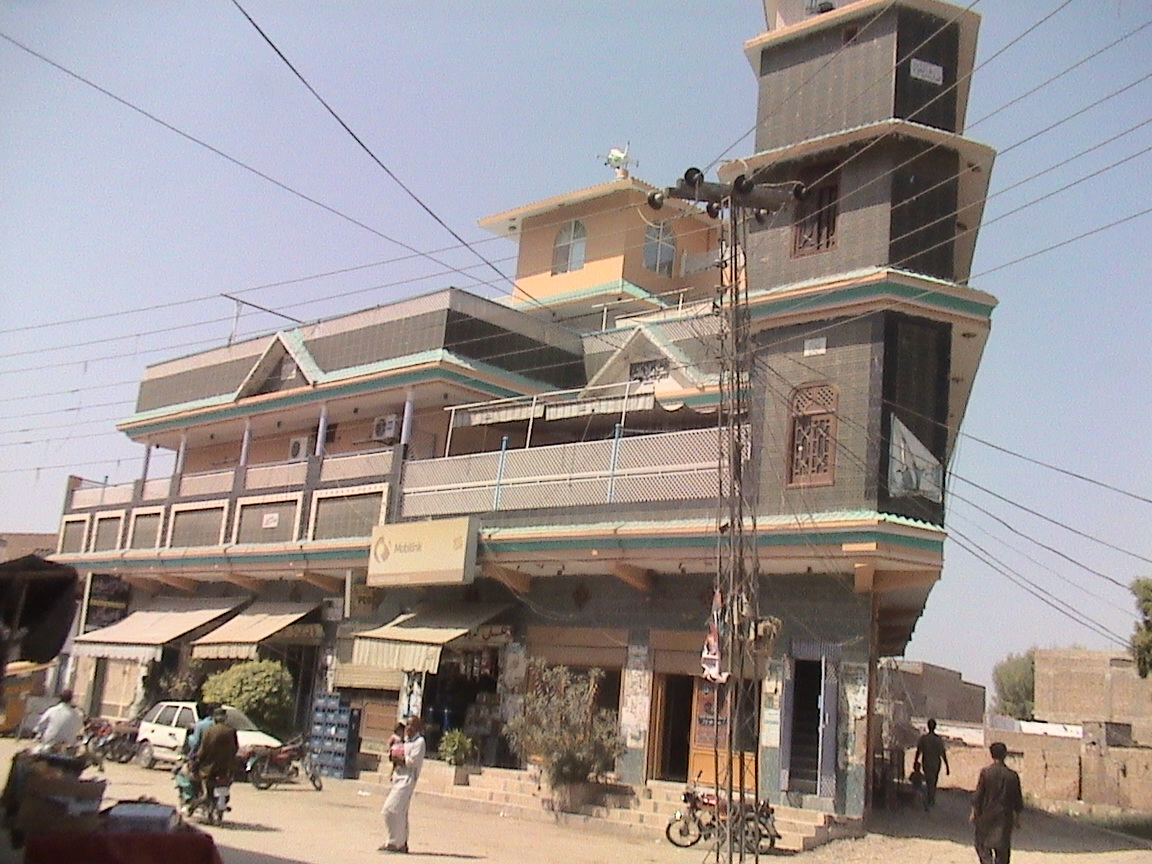
Maison à Ghotki